# Verzorgingsplaats 't Ginkelse Zand
Verzorgingsplaats 't Ginkelse Zand is een Nederlandse verzorgingsplaats, gelegen aan de A12 Beek-Den Haag tussen afritten 25 en 24 nabij Ede. 
De plaats dankt zijn naam aan de ernaast gelegen Ginkelse Heide, die bekend is van de Operatie Market Garden.
Aan de andere kant van de snelweg ligt verzorgingsplaats De Buunderkamp.

## Trivia
Vlak bij deze verzorgingsplaats ontving Ferdi Elsas in 1987 het losgeld voor Gerrit Jan Heijn. Deze plek is tevens een bekende homocruisebaan.
Richting Beek:
De Andel · 
Bijleveld · 
De Forten · 
Bloemheuvel · 
De Buunderkamp · 
Oudbroeken · 
Bergh
Richting Den Haag:
Bergh · 
Aalburgen · 
De Schaars · 
't Ginkelse Zand · 
Oudenhorst · 
Hellevliet · 
Bodegraven · 
Knorrestein